# Saint Louis Chess Club
Saint Louis Chess Club – amerykański klub szachowy z siedzibą w Saint Louis. W USCL wystawiał drużynę pod nazwą St. Louis Arch Bishops, która wygrała tę ligę w 2014 roku.

## Historia
Klub powstał w 2007 roku pod nazwą Chess Club and Scholastic Center of Saint Louis, a jego założycielem był Rex Sinquefeld. Celem Sinquefelda było stworzenie klubu będącego szachowym centrum Stanów Zjednoczonych. Dla publiczności został otwarty w lipcu 2008 roku. Rok później po raz pierwszy zorganizował mistrzostwa Stanów Zjednoczonych. W 2010 roku klub otrzymał od United States Chess Federation tytuł szachowego klubu roku. W 2012 roku klub zainaugurował Sinquefield Cup, który trzy lata później stał się częścią Grand Chess Tour.
W 2010 roku klub zadebiutował w United States Chess League (USCL), wystawiając drużynę pod nazwą St. Louis Arch Bishops. W pierwszych dwóch sezonach szachiści klubu nie awansowali do fazy pucharowej. Pierwszy taki awans nastąpił w 2012 roku, jednak drużyna odpadła wówczas w ćwierćfinale z Arizona Scorpions. W 2013 roku ponownie klub nie uzyskał awansu do fazy pucharowej. W sezonie 2014 St. Louis Arch Bishops zajęli pierwsze miejsce w dywizji i awansowali do fazy pucharowej, w której pokonali kolejno New Jersey Knockouts, Miami Sharks i w finale Dallas Destiny, zdobywając tym samym mistrzostwo ligi. W 2015 roku po uzyskaniu drugiego miejsca w dywizji klub pokonał następnie Las Vegas Desert Rats i Dallas Destiny, przegrywając w finale 1,5:2,5 z Manhattan Applesauce. W barwach klubu w USCL grali m.in. Anatolij Bychowski, André Diamant, Benjamin Finegold, Warużan Hakopian, Carla Heredia Serrano, Priyadharshan Kannappan, Lê Quang Liêm, Hikaru Nakamura, Illa Nyżnyk, Alejandro Ramírez, Wesley So, Anna Szarewicz i Jurij Szulman.
W 2020 roku pojawiły się doniesienia o tym, że członek klubu – Alejandro Ramírez – dopuszczał się wykorzystywania seksualnego. W 2023 roku Jennifer Shahade ujawniła, że została dwukrotnie zgwałcona przez Ramíreza, a poinformowanie o tym klubu i amerykańskiej federacji szachowej nie przyniosło żadnego skutku. Następnie jeszcze siedem kobiet potwierdziło, że Ramírez je wykorzystał. Po ujawnieniu tych informacji Ramírez zrezygnował z pracy w klubie. Zdaniem „The Wall Street Journal” klub wiedział wcześniej o zachowaniu Ramíreza. Wskutek tych doniesień ze współpracy z klubem zrezygnowały platformy Chess.com i Lichess. Klub oświadczył następnie, że powinien był zrobić więcej w związku z oskarżeniami, a milczenie klubu trwało zbyt długo. W efekcie zatrudniono zespół prawników pod kierownictwem Catherine Hanaway, odpowiedzialny za analizę procedur bezpieczeństwa. W związku z tymi działaniami Chess.com odnowił współpracę z Saint Louis Chess Club.